# Argentyna na Zimowych Igrzyskach Olimpijskich 1976
Argentynę na Zimowych Igrzyskach Olimpijskich 1976 reprezentowało 8 sportowców w dwóch dyscyplinach. Nie zdobyli oni żadnego medalu.

## Biegi narciarskie

### Mężczyźni
| Konkurencja                     | Zawodnik            | Wyścig     | Wyścig  |
| Konkurencja                     | Zawodnik            | Czas       | Miejsce |
| ------------------------------- | ------------------- | ---------- | ------- |
| Bieg na 15 km stylem klasycznym | Matías José Jerman  | DNF        | –       |
| Bieg na 15 km stylem klasycznym | Martín Tomás Jerman | 1'00:07,39 | 74      |
| Bieg na 15 km stylem klasycznym | Marcos Luis Jerman  | 53:43,34   | 71      |
| Bieg na 30 km stylem klasycznym | Marcos Luis Jerman  | 1'50:06,99 | 65      |

## Narciarstwo alpejskie

### Mężczyźni
| Zawodnik                | Konkurencja   | Wyścig 1     | Wyścig 1 | Wyścig 2     | Wyścig 2 | Łącznie      | Łącznie |
| Zawodnik                | Konkurencja   | Czas         | Miejsce  | Czas         | Miejsce  | Czas         | Miejsce |
| ----------------------- | ------------- | ------------ | -------- | ------------ | -------- | ------------ | ------- |
| Adrián Roncallo         | Zjazd         |              |          |              |          | Nie ukończył | –       |
| Carlos Alberto Martínez | Zjazd         |              |          |              |          | 1:54,62      | 47      |
| Juan Angel Olivieri     | Zjazd         |              |          |              |          | 1:52,76      | 39      |
| Luis Rosenkjer          | Zjazd         |              |          |              |          | 1:50,87      | 31      |
| Juan Angel Olivieri     | Slalom gigant | 2:01,08      | 63       | Nie ukończył | –        | Nie ukończył | –       |
| Adrián Roncallo         | Slalom gigant | 2:00,16      | 62       | 2:00,46      | 40       | 4:00,62      | 42      |
| Carlos Alberto Martínez | Slalom gigant | 1:56,03      | 52       | Nie ukończył | –        | Nie ukończył | –       |
| Luis Rosenkjer          | Slalom gigant | 1:53,98      | 41       | 1:54,18      | 32       | 3:48,16      | 32      |
| Luis Rosenkjer          | Slalom        | Nie ukończył | –        | –            | –        | Nie ukończył | –       |
| Walter Dei Vecchi       | Slalom        | Nie ukończył | –        | –            | –        | Nie ukończył | –       |
| Carlos Alberto Martínez | Slalom        | n/a          | ?        | Nie ukończył | –        | Nie ukończył | –       |
| Juan Angel Olivieri     | Slalom        | 1:05,90      | 26       | Nie ukończył | –        | Nie ukończył | –       |